# Dargaud Benelux
Pour les articles homonymes, voir Dargaud (homonymie).
Dargaud Benelux est une maison d'édition belge de bande dessinée. Elle appartient au Groupe Dargaud et siège à Bruxelles. Elle s'occupe de diffuser les séries Dargaud en Belgique, aux Pays-Bas et au Luxembourg.

## Historique
Durant les années 1950 et début 60, les bandes dessinées de Dargaud sont édités en Belgique par les Éditions du Lombard (Astérix) et vice-versa (Alix, Blake et Mortimer, Ringo, Bruno Brazil, Bernard Prince, Oumpah-Pah ) ; en outre, ces maisons d'édition publiaient toutes deux Le Journal de Tintin : Le Lombard en Belgique (de 1946 à 1993) et Dargaud en France (de 1948 à 1975).Dargaud s'installe dès les années 60 à Bruxelles pour diffuser leurs séries écrites par des auteurs belges (exemples : Blueberry en 1965, Lucky Luke à partir de 1968). Dargaud Benelux fut créé en 1975 pour assurer la diffusion des albums sous le label de la société mère.
Depuis, Dargaud Benelux a développé sa propre activité d’édition, notamment la série XIII. En effet, le scénariste Jean Van Hamme souhaitait être rétribué par une structure belge pour des raisons fiscales ; Yves Schlirf est nommé directeur éditorial de ce nouveau pôle. La société publie aussi Boule et Bill depuis 1988, venu des éditions Dupuis.
À l'initiative d’Yves Schlirf, Dargaud Benelux diversifie son secteur d’activité avec la création en 1996 de Kana, spécialisée dans le manga. Depuis, Dargaud Benelux et Kana ont intégré le Groupe Dargaud.